# Cyperus gardneri
Cyperus gardneri är en halvgräsart som beskrevs av Christian Gottfried Daniel Nees von Esenbeck. Cyperus gardneri ingår i släktet papyrusar, och familjen halvgräs. Inga underarter finns listade i Catalogue of Life.